# ピペリジン
ピペリジン（英語: Piperidine）は、有機化合物の1種で、6員環構造を持つ複素環式アミンである。胡椒の辛味成分ピペリンの構造中に存在し、胡椒（Piper）にちなんで名付けられた。ヘキサヒドロピリジン、ペンタメチレンイミンとも呼ばれる。

## 構造と性質
ピペリジンは、シクロヘキサンが持つ6つのメチレン基のうちの1つが持つ炭素を窒素に置換して、水素を1つ外した構造をした環状の第2級アミンである。常圧におけるピペリジンの融点は-9 ℃から-7 ℃程度、沸点は106 ℃である。したがって、常温常圧においてピペリジンは液体として存在する。なお、特有の悪臭を持つ無色の液体である。
二級アミンであることから、マウスの胃腸環境下において亜硝酸塩と反応してニトロソピペリジン(発癌性リスク2B)が生成されうることが示されている。

## 用途
ピペリジンはペプチドの固相合成法で汎用される Fmoc保護基の脱保護剤として用いられる。

## 誘導体
ピペリジンは上記の通り、非常に単純な分子であり、様々な誘導体が存在する。例えば、精神刺激薬のメチルフェニデートの構造中にも存在する。幻覚剤として用いられるフェンサイクリジン（1-（1-フェニルシクロヘキシル）ピペリジン）を熱分解すると生成される。

## 混同注意
ピペリジン(Piperidine)と似た名称ながら、全く別の化合物が幾つか存在する。例えば、ピペリシン(Pipericine)は、不飽和高級脂肪酸アミドである。また例えば、ヒペリシン(Hypericin)は、セイヨウオトギリソウに含まれる生理活性物質の中でも、主要な成分の1つとして数えられる化合物である。